# Samira Azzam
Samira Azzam (* 13. September 1927 in Akka, Völkerbundsmandat für Palästina; † 8. August 1967) war eine palästinensische Schriftstellerin.

## Leben
Sie wurde als Tochter eines christlich-orthodoxen Goldschmieds geboren. Nach Abschluss ihres Schulbesuchs an der Terra-Sancta-Schule im Chan al-Ifranǧ (خان الإفرنج) begann sie bereits mit 16 Jahren als Lehrerin zu arbeiten. Etwas später übernahm sie die Funktion der Direktorin einer Mädchenschule. Unter dem Pseudonym Fatat al-Sahel veröffentlichte sie Beiträge und Geschichten in der in Jaffa erscheinenden Zeitung Filastin. 1948 musste sie mit ihrer Familie in den Libanon fliehen. Sie besuchte die Amerikanische Universität in Beirut. Azzam war wieder als Lehrerin tätig und nahm dann eine Tätigkeit beim Rundfunk auf. Zunächst arbeitete sie für Near East Arab Broadcasting Station (NEABS). Später war sie für Sender im Irak und Kuwait tätig und wirkte auch für das jordanische Radio und die Stimme Palästinas in Kairo.
Überwiegend lebte sie im Libanon. Verheiratet war sie mit einem Iraker. 1967 kam sie bei einem Autounfall ums Leben.
Neben dem Verfassen eigener Werke übersetzte sie Literatur aus dem Englischen.

## Werke
- Aschya saghira (Kleine Dinge), Kurzgeschichten, 1954
- Al-Dhill Al-Kabir (Der große Schatten), Kurzgeschichten, 1956
- Wa qisas uchra (Und andere Geschichten), Kurzgeschichten, 1959
- Al-Saa wa Al-Insan (Der Mensch und die Stunde), Kurzgeschichten, 1963
- Al-Id min Al-Nafidha Al-Gharbiya (Das Fest aus dem westlichen Fenster), Kurzgeschichten, 1971